# Собарица и сенатор (филм)
Собарица и сенатор (енгл. Maid in Manhattan) америчка је романтична комедија из 2002. године, у режији Вејна Ванга, по причи Џона Хјуза. Главне улоге тумаче Џенифер Лопез и Рејф Фајнс. Прати хотелску собарицу и политичара високог профила који се заљубљују једно у друго.
Приказан је 13. децембра 2002. године. Добио је позитивне рецензије критичара и остварио комерцијални успех, зарадивши преко 150 милиона долара широм света.

## Радња
Мариса Вентура је самохрана мајка која се тешко пробија кроз живот. Ради у луксузном хотелу на Менхетну и сања о бољем животу за себе и за свог сина. Једног судбоносног дана, гост хотела и кандидат на изборима за Сенат, Кристофер Маршал упознаје Марису и забуном помисли како је она једна од припадница високог друштва.
Након чаробне заједничке вечери, њих двоје се потпуно заљубљују једно у друго. Али, када је откривен Марисин прави идентитет, ствари као што су класна припадност и друштвени статус прете да их раздвоје.

## Улоге
| Глумац             | Улога            |
| ------------------ | ---------------- |
| Џенифер Лопез      | Мариса Вентура   |
| Рејф Фајнс         | Кристофер Маршал |
| Наташа Ричардсон   | Керолајн Лејн    |
| Стенли Тучи        | Џери Сигал       |
| Тајлер Поузи       | Тај Вентура      |
| Франсес Конрој     | Пола Бернс       |
| Крис Ајгеман       | Џон Бекстрам     |
| Ејми Седарис       | Рејчел Хофберг   |
| Мариса Матроне     | Стефани Кихо     |
| Присила Лопез      | Вероника Вентура |
| Боб Хоскинс        | Лајонел Блоч     |
| Лиса Робертс Гилан | Кора             |
| Меди Корман        | Лизет            |
| Шерон Вилкинс      | Кларис           |
| Џефри Диновиц      | конгресмен Греј  |
| Ди Квон            | Лили Ким         |
| Мерилин Торес      | Барб             |
| Лу Фергусон        | Киф Таунсенд     |